# Angutit Inersimasut GM
Angutit Inersimasut GM, också känt som Coca Cola GM, är den högsta divisionen i grönländsk fotboll. Den spelades första gången 1958 och arrangeras av det grönländska fotbollsförbundet sedan 1971. Den spelas först i lokala turneringar och sedan en slutturnering. Man spelar inte ligaspel utan det är turneringar på någon veckas längd, detta för att minska resekostnaden med tanke på de höga flygpriserna på Grönland. B-67 är den mesta framgångsrika klubben, med fjorton vinster i turneringen. På senare år (skrivet 2012) har det även arbetats för att få med ett grönländskt lag i danska Superligaen.

## Lista över mästare

### GIF-mästerskapet (1954–1971)
1954–55: Nuuk Idraetslag
1958: GSS Nuuk
1959–60: Nanok-50 Idraetslag
1963–64: Kissaviarsuk-33
1966–67: Kissaviarsuk-33
1967–68: Tupilakken 41
1969: Kissaviarsuk-33
1970: Tupilakken 41

### GBU-mästerskapet (från 1971)
1971: Tupilakken 41 (Qaanaaq)
1972: GSS Nuuk (Nuuk)
1973: GSS Nuuk (Nuuk)
1974: Siumut Amerdlok Kunuk (Sisimiut)
1975: GSS Nuuk (Nuuk)
1976: GSS Nuuk (Nuuk)
1977: Nagdlunguaq-48 (Ilulissat)
1978: Nagdlunguaq-48 (Ilulissat)
1979: Christanshåb Idraetsforening 70 (Qasigiannguit)
1980: Nagdlunguaq-48 (Ilulissat)
1981: Nuuk Idraetslag (Nuuk)
1982: Nagdlunguaq-48 (Ilulissat)
1983: Nagdlunguaq-48 (Ilulissat)
1984: Nagdlunguaq-48 (Ilulissat)
1985: Nuuk Idraetslag (Nuuk)
1986: Nuuk Idraetslag (Nuuk)
1987: Kissaviarsuk-33 (Qaqortoq)
1988: Nuuk Idraetslag (Nuuk)
1989: Kagssagssuk (Maniitsoq)
1990: Nuuk Idraetslag (Nuuk)
1991: Kissaviarsuk-33 (Qaqortoq)
1992: Aqigssiaq (Maniitsoq)
1993: B-67 (Nuuk)
1994: B-67 (Nuuk)
1995: Kugsak-45 (Qasigiannguit)
1996: B-67 (Nuuk)
1997: B-67 (Nuuk)
1998: Kissaviarsuk-33 (Qaqortoq)
1999: B-67 (Nuuk)
2000: Nagdlunguaq-48 (Ilulissat)
2001: Nagdlunguaq-48 (Ilulissat)
2002: Kugsak-45 (Qasigiannguit)
2003: Kissaviarsuk-33 (Qaqortoq)
2004: FC Malamuk (Uummannaq)
2005: B-67 (Nuuk)
2006: Nagdlunguaq-48 (Ilulissat)
2007: Nagdlunguaq-48 (Ilulissat)
2008: B-67 (Nuuk)
2009: G-44  (Qeqertarsuaq)
2010: B-67 (Nuuk)
2011: G-44  (Qeqertarsuaq)
2012: B-67 (Nuuk)
2013: B-67 (Nuuk)
2014: B-67 (Nuuk)
2015: B-67 (Nuuk)
2016: B-67 (Nuuk)
2017: Inuit Timersoqatigiiffiat-79 (Qeqertarsuaq)
2018: B-67 (Nuuk)
2019: Nagdlunguaq-48 (Ilulissat)
2020: spelades ej
2021: spelades ej
2022: Nagdlunguaq-48 (Ilulissat)
2023: B-67 (Nuuk)
Källa: